# پرواز کن (ترانه سلین دیون)
پرواز کن (به فرانسوی: Vole) ترانه‌ای از سلین دیون، به آهنگسازی ژان-ژاک گلدمن است. سلین دیون این آهنگ را در یاد خواهرزاده‌ی خود کارین خوانده است که بر اثر فیبروز سیستیک درگذشت. این آهنگ در سال ۱۹۹۵ و در آلبوم D'eux منتشر شده است. 

## سبک
این ترانه سبک نوستالژیک و غم‌انگیزی دارد. 

## بازخوانی‌ها
آهنگ Vole در آلبوم Explicit توسط مارینا کای خوانده شده است. او با خواندن این آهنگ را به یاد خاله‌اش بازخوانی کرده است. 